# Вишневський Андрій Володимирович
Андрій Володимирович Вишневський — український державний і громадський діяч, правник. Заступник голови Національного агентства питань з запобігання корупції (2022-2023). Голова правління “Трансперенсі Інтернешнл Україна” (2018–2022). Заступник міністра у Міністерстві юстиції України (2017). Перший керівник Координаційного центру з надання безоплатної правової допомоги (2011–2017). Директор Центру сприяння інституційному розвитку державної служби (пізніше — Центр адаптації державної служби до стандартів Європейського Союзу) (2004-2008). У 2024 році бере участь у конкурсі на посаду голови НАЗК.  

## Життєпис
Народився 13 грудня 1977 року у місті Харків. Із відзнакою закінчив Харківський національний університет ім. В. Н. Каразіна за спеціальністю “біологія” (1999) та Київський університет права Національної академії наук України за спеціальністю “правознавство” (2005). У 2020 році здобув ступінь магістра публічної політики в Університеті Оксфорду (Велика Британія). Має 4-й ранг державного службовця (2010), адвокат (з 2012), заслужений юрист України (2016), стипендіат міжнародної програми Уряду Великої Британії Chevening (2019).
У 2004 році став директором Центру сприяння інституційному розвитку державної служби (з 2008 року — Центр адаптації державної служби до стандартів Європейського Союзу). 
У 2005 році ініціював приєднання України до Комітету з державного управління Організації економічного співробітництва та розвитку у статусі постійного спостерігача. Статус постійного спостерігача при Комітеті з державного управління Організації економічного співробітництва та розвитку Україні було надано рішенням Ради ОЕСР від 18 лютого 2008 року
У жовтні 2011 року долучився до Міністерства юстиції України для організації імплементації Закону України “Про безоплатну правову допомогу”, прийнятого у червні 2011 року. Тоді ж очолив Координаційний центр з надання правової допомоги у сфері управління Міністерства юстиції України.
У 2016 році присвоєно почесне звання Заслуженого юриста України.
За рік роботи заступником голови у Національному агентстві з питань запобігання корупції працював над введенням в експлуатацію порталу викривачів, інституційним посиленням антикорупційного підрозділу у Міністерстві оборони, розробкою та затвердження Кабінетом Міністрів України Державної антикорупційної програми на 2023–2025 роки, відновленням фінансового звітування політичних партій та відповідних контрольних функцій НАЗК. За час його роботи в НАЗК досягнуто суттєвий прогрес у виконанні рекомендацій GRECO у рамках четвертого раунду оцінки, завдяки якому до України більше не застосовується процедура посиленого контролю та періодичної звітності, а також було започатковано процес приєднання України до Рекомендацій ОЕСР щодо публічної доброчесності.

### Освіта
1994–1999 — Харківський національний університет ім. В.Н. Каразіна, спеціальність “біологія”, кваліфікація біолога, викладача біології та хімії, диплом спеціаліста з відзнакою
2002–2005 — Київський університет права Національної академії наук України, спеціальність “правознавство”, кваліфікація юриста, диплом з відзнакою
2019–2020 — Університет Оксфорду, ступінь магістра публічної політики

### Трудова діяльність
серпень 2022 — липень 2023 — заступник голови Національного агентства з питань запобігання корупції. Сфери відповідальності за посадою – запобігання корупції (з 15.08.2023 по 10.02.2023), забезпечення формування та реалізації державної антикорупційної політики, міжнародне співробітництво у сфері протидії корупції.
січень 2018 — серпень 2022 — виконавчий директор Громадської організації «Адвокат майбутнього».
квітень — червень 2017 — заступник міністра юстиції України.
липень 2012 — квітень 2017 — Директор Координаційного центру з надання правової допомоги.
жовтень 2011— липень 2012 — Директор Центру правової реформи та законопроектних робіт при Міністерстві юстиції України.
березень 2008 — жовтень 2011 — Заступник Начальника Головного управління державної служби України  (тепер – Національне агентство України з питань державної служби).
квітень 2004 — березень 2008 — Директор Центру сприяння інституційному розвитку державної служби (тепер – Центр адаптації державної служби до стандартів Європейського Союзу).
січень 2001 — жовтень 2001 — в. о. директора, директор Київської філії Державного підприємства “Науково-дослідний інститут регіональної політики” (м. Харків).
липень 1999 — жовтень 2000 — провідний спеціаліст Управління з питань внутрішньої політики Харківської обласної державної адміністрації.
січень — липень 1998 — редактор Харківської обласної державної телерадіокомпанії.

### Незалежна професійна діяльність
З 2012 року має право на заняття адвокатською діяльністю і є членом Національної асоціації адвокатів України.
Був національним консультантом Ради Європи, Бюро ОБСЄ з демократичних інститутів і прав людини, ООН Жінки в Україні, радником Державного секретаря Кабінету Міністрів України та Начальника Головного управління державної служби України.

### Громадська діяльність
Не є і ніколи не був членом жодної політичної партії. 
2019–2022 — голова правління Громадської організації «Трансперенсі Інтернешнл Україна».
2018–2022 — член правління Громадської організації «Трансперенсі Інтернешнл Україна».
2017–2019 — член правління Громадської організації «Асоціація правників України».
з 2015 року — член Громадської організації «Асоціація правників України».
з 2016 року — засновник і член Громадської організації «Адвокат майбутнього», яка у 2007–2021 роках займалась підвищенням кваліфікації адвокатів та прокурорів Офісу Генерального прокурора, а також детективів НАБУ та прокурорів САП. 

### Звільнення з НАЗК
26 липня 2023 року голова НАЗК Олександр Новіков звільнив Андрія Вишневського з посади заступника голови НАЗК на підставі пункту 1 частини 1 статті 41 Кодексу законів про працю. Причиною звільнення стало ініціювання зняття з розгляду Кабінету Міністрів розробленого НАЗК законопроекту, яке було кваліфіковано як одноразове грубе порушення трудових обовʼязків.
Андрій Вишневський вважає рішення Голови НАЗК незаконним, а причину звільнення, яке, на його думку, зумовлено виключно особистою неприязню, – надуманою і нікчемною, тому оскаржив наказ про звільнення у Київському окружному адміністративному суді.

### Інше
На основі історичних документів періоду Гетьманату Павла Скоропадського 1918 року, віднайдених у Центральному державному архіві вищих органів влади та управління України, Андрій Вишневський виступив із обґрунтованою і підтриманою професійними істориками та архівістами пропозицією вважати 1918 рік роком запровадження національної державної служби Українського народу в сучасному розумінні цього поняття. Ця пропозиція була підтримана Урядом України, і 90-річчя, а потім і 100-річчя запровадження державної служби було широко відзначено просвітницькими заходами на загальнодержавному рівні у 2008 та 2018 роках.  
Ця ініціатива дала поштовх для видання у 2009 році першого в українській історіографії академічного видання “Історія державної служби в Україні” у 5 томах, членом редакційної колегії та організатором якого був Андрій Вишневський.